# Шаламе, Полин
Полин Хоуп Шаламе (англ. Pauline Hope Chalamet; родилась 25 января 1992, Нью-Йорк, США) — американская актриса, сестра Тимоти Шаламе. Снималась в сериале «Дорогой доктор», в фильме «Король Статен-Айленда», в сериале «Сексуальная жизнь студенток».

## Биография
Полин Шаламе родилась в 1992 году в Нью-Йорке в семье Марка Шаламе (журналиста, редактора Unicef) и танцовщицы Николь Флендер. Спустя три года родился её брат Тимоти. Она училась в Школе американского балета, в Высшей школе исполнительных искусств Ла Гуардия, в Бард-колледже. Семь лет прожила в Париже, где училась в театральной студии Д’Аньер, начала играть в театре и кино, а параллельно работала барменом, официанткой, репетитором.
В 2019 году Шаламе получила первую роль в большом кино — в фильме «Король Статен-Айленда». В 2021 году она сыграла одну из ролей первого плана в американском сериале «Сексуальная жизнь студенток», в 2023 появилась во французском сериале «Сплит», в 2024 — в фильме «Между храмами».
Шаламе встречается с режиссёром Рисом Райскином. В сентябре 2024 года она родила дочь.